# Groß Heere
Groß Heere ist ein ehemaliger Ortsteil der Gemeinde Heere, die zur Samtgemeinde Baddeckenstedt im Landkreis Wolfenbüttel in Niedersachsen gehört. Das Dorf ist inzwischen mit dem benachbarten Klein Heere zu einer Ortschaft zusammengewachsen.

## Geographie

### Lage
Folgende Orte umgeben Groß Heere:
- Oelber am weißen Wege im Norden
- Groß und Klein Elbe im Nordosten
- Steinlah im Ostnordosten
- Haverlah im Ostsüdosten
- Söderhof und Ringelheim im Südosten
- Sehlde im Südsüdosten
- Volkersheim im Südwesten
- Sillium im Westen
- Klein Heere und Baddeckenstedt im Nordwesten

Groß Heere liegt an der südwestlichen Uferseite der Innerste nordöstlich des Hainbergs.

### Ortsgliederung
Zum ehemaligen Ortsteil Groß Heere gehörten die Bierbaumsmühle und die Nauenburg. Die beiden Wohnplätze gehören auch heute noch zur Gemeinde Heere.

## Geschichte
Am 7. Februar 1131 wird Heere in einer Urkunde von König Lothar III. erstmals urkundlich erwähnt. Vermutlich entstand der Ort jedoch bereits in einer früheren Siedlungsperiode vor dem 6. Jahrhundert. Reste eines Thies, also eines möglicherweise vormittelalterlichen Versammlungsortes fanden sich im Ortskern des heutigen Groß Heeres.
Groß Heere gehörte zum Grundbesitz der Wohldenberger Grafen. Diese übertrugen später Teile des Gebiets an andere Klöster, wie Wöltingerode, Derneburg, Riechenberg oder St. Michael. 1293 erhielt auch der Hildesheimer Bischof Güter in Groß Heere.
Eine Adelsfamilie, die den Grafen von Wohldenberg und dem Hildesheimer Bischof unterstand und mit deren Besitz in Groß Heere und Henneckenrode belehnt war, existierte seit mindestens der Mitte des 12. Jahrhunderts bis 1567 im Ort. Ihr 1578 fiel das Gut nahe der Kirche an die Saldern, später 1644 an eine Hildesheimer Kaufmannsfamilie. 1817 kauften Ortsansässige das Gut und rissen bis auf das noch heute erhaltene Gutshaus alle weiteren Gebäude ab. Zwischenzeitlich befand sich im Gutshaus eine Tabak- und Zigarrenfabrik.
Bis 1523 gehörte Groß Heere zum Hochstift Hildesheim. Im Zuge der Stiftsfehde von 1519 bis 1523 gelangte das Dorf in diesem Jahr zum Fürstentum Braunschweig-Wolfenbüttel, bevor es 1643 wieder zu Hildesheim kam.
Seit etwa 1650 besaß Groß Heere eine Schule, 1886 entstand ein neues Schulhaus. Am 31. Juli 1972 wurde die Grundschule geschlossen. Seit 1976 befindet sich in dem Gebäude der Kindergarten. Bis Anfang des 18. Jahrhunderts wurden auch die jüngeren Schüler aus Klein Heere in dieser Schule unterrichtet. Dies galt für ältere Schüler noch bis 1815.
Durch die Erschließung mehrerer Wohngebiete bildet Groß Heere heute zusammen mit Klein Heere eine gemeinsame geschlossene Ortschaft, die historisch bedingt aber zwei Ortskerne sowie zwei Kirchen und Friedhöfe aufweist.

### Kirche

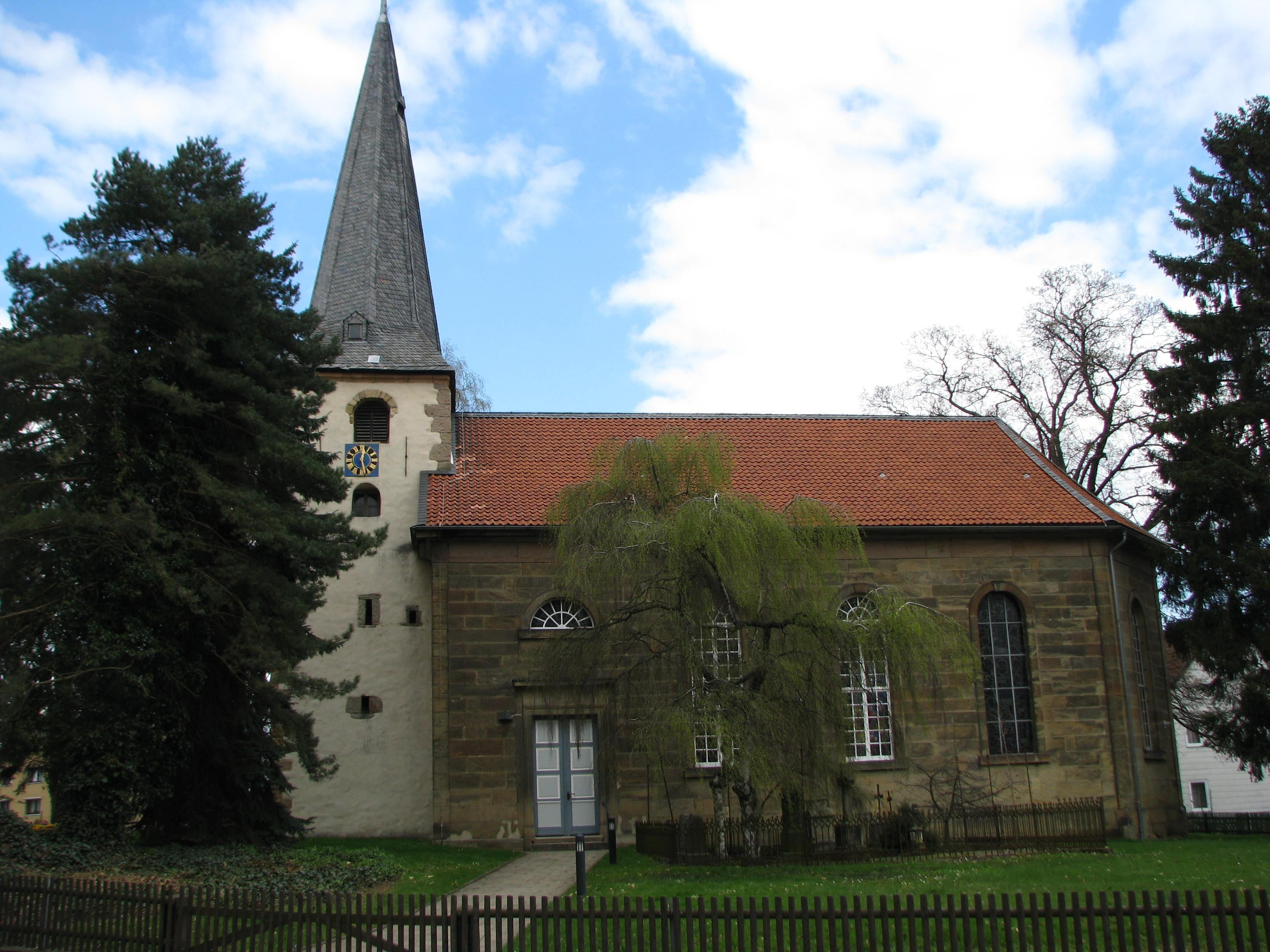
Evangelische Kirche

1276 wird in Groß Heere erstmals ein Pfarrer erwähnt. Seit der Reformation lässt sich für das Dorf dauerhaft ein Pastor nachweisen, der auch die Kirche in Klein Heere betreute. Während der Turm der heutigen Kirche aus dem Mittelalter stammt, wurde das Kirchenschiff erst 1839 gebaut, das das im Jahr 1785 erbaute ersetzte. Die Orgel stammt aus dem Jahr 1842.

### Einwohnerentwicklung
| Groß Heere – Bevölkerungsentwicklung seit 1539 | Groß Heere – Bevölkerungsentwicklung seit 1539 | Groß Heere – Bevölkerungsentwicklung seit 1539                                                                        |
| Jahr                                           | Einwohner                                      | Entwicklung |
| ---------------------------------------------- | ---------------------------------------------- | --- |
| 1539                                           | 244                                            | Hier fehlt eine Grafik, die leider im Moment aus technischen Gründen nicht angezeigt werden kann. Wir arbeiten daran! |
| um 1569                                        | 348                                            | Hier fehlt eine Grafik, die leider im Moment aus technischen Gründen nicht angezeigt werden kann. Wir arbeiten daran! |
| 1646                                           | 250                                            | Hier fehlt eine Grafik, die leider im Moment aus technischen Gründen nicht angezeigt werden kann. Wir arbeiten daran! |
| 1769                                           | ca. 300                                        | Hier fehlt eine Grafik, die leider im Moment aus technischen Gründen nicht angezeigt werden kann. Wir arbeiten daran! |
| 9. Dez. 1883                                   | 817                                            | Hier fehlt eine Grafik, die leider im Moment aus technischen Gründen nicht angezeigt werden kann. Wir arbeiten daran! |
| 1961                                           | 982                                            | Hier fehlt eine Grafik, die leider im Moment aus technischen Gründen nicht angezeigt werden kann. Wir arbeiten daran! |
| 1971                                           | 780                                            | Hier fehlt eine Grafik, die leider im Moment aus technischen Gründen nicht angezeigt werden kann. Wir arbeiten daran! |

## Wirtschaft und Infrastruktur

### Verkehrsanbindung
Groß Heere liegt an der Landesstraße 496, welche Baddeckenstedt und Klein Heere im Nordwesten mit Sehlde im Südsüdosten verbindet. Außerdem ist der Ort durch eine Kreisstraße mit der Bundesstraße 6 im Nordosten verbunden.
Die nächstgelegenen Bahnhöfe befinden sich in Baddeckenstedt und in Salzgitter-Ringelheim an der Bahnstrecke Hildesheim–Goslar.